# 화염차
화염차(영어:Hellion)는 스타크래프트 2 종족인 테란의 유닛이다. 군수공장에서 생산이 가능한 유닛이다.

## 특징
화염차는 스타크래프트 2에서 새로이 추가된 유닛이다. 메카닉 테란의 유닛에 속하는 유닛으로 전작인 스타크래프트와 리마스터 버전인 스타크래프트 리마스터에서 나오는 시체매를 대체하는 유닛이다. 화염차의 영어 이름인 Hellion을 한글로 그대로 음역하면 헬리온이 된다. 화염차는 군수공장을 짓기만 하면 바로 생산이 가능한 유닛이며 메카닉 테란의 유닛들 중에선 가장 기본 유닛이 된다. 시체매를 계승한 유닛이기 때문에 이동 속도가 빨라 기동성이 좋으며 일직선 화염 공격을 하기 때문에 광역 공격을 하는 유닛이 된다. 이런 점이 있기 때문에 화염차는 저글링을 비롯한 경장갑 유닛들이나 건설로봇, 지게로봇, 탐사정, 일벌레와 같은 일꾼들의 사냥에도 좋은 유닛이 된다. 또한 전작의 시체매가 아크라이트 공성 전차의 호위 유닛으로도 활용되었던 것처럼 화염차도 크루시오 공성 전차의 호위 유닛으로 활용이 가능한 유닛이다. 화염차는 로봇으로 변신하는 기능도 있는데 화염차가 로봇으로 변신하면 화염기갑병이 된다. 화염차를 생산하는데 필요한 자원, 인구수, 생산 시간은 광물:100, 인구수:2, 생산 시간:30초이다. 유닛의 능력치는 체력:90, 기본 방어력:0, 지대지 공격력:8에 경잡갑을 상대로는 14의 추가 피해를 준다. 화염차는 비록 전작의 시체매가 75의 광물만 소비했던 것에 비하면 미네랄을 25를 더 소모하여 값이 더 비싸졌지만 스타크래프트 2의 메카닉 테란 유닛들 중에선 가장 가격이 싼 유닛이고 가스가 안들어간다는 좋은 장점이 있는 유닛이기 때문에 메카닉 테란을 운영한다면 전작의 시체매와 같이 필수로 운영해주는 유닛이 된다. 화염차의 업그레이드는 군수공장에 애드온된 기술실에서 하며 화염차의 업그레이드는 화염기갑병 변신, 모드, 지옥불 조기점화기, 지능형 제어 장치가 있다. 화염차의 화염기갑병 변신은 무기고도 같이 있어야 기술실에서 연구가 가능하다. 스타크래프트 2의 캠페인과 협동전에서는 전작의 유닛이었던 시체매와 같이 사용하는 것도 가능하며 시체매와 더불어 메카닉 테란의 기동성을 책임지는 유닛으로 활약한다.

## 같이 보기
- 스타크래프트
- 테란